# Pseudomassaria minor
Pseudomassaria minor är en svampart som tillhör divisionen sporsäcksvampar, och som först beskrevs av Margaret E. Barr, och fick sitt nu gällande namn av Margaret E. Barr. Pseudomassaria minor ingår i släktet Pseudomassaria, och familjen Hyponectriaceae. Arten är reproducerande i Sverige.